# Marcel Bernier
Pour les articles homonymes, voir Bernier.
Marcel Bernier, de son vrai nom Charles Alexandre Bernier est un acteur français, né le 8 août 1912 à Charenton-le-Pont (Val-de-Marne), et mort le 21 février 1990 à Bormes-les-Mimosas (Var).
Il a souvent joué des rôles de truands notamment pour Georges Lautner, Gilles Grangier. Il a tourné avec Jean Gabin dans une bonne douzaine de films et surtout avec Lino Ventura.
Dans les filmographies, il est souvent confondu avec Guy-Henry (même emploi) à qui il ne ressemble pourtant pas.

## Filmographie
- 1955 : Le Couteau sous la gorge de Jacques Séverac : un agent au commissariat
- 1956 : Le Sang à la tête de Gilles Grangier
- 1956 : La Traversée de Paris de Claude Autant-Lara : le militaire à la gare
- 1956 : Fernand cow-boy de Guy Lefranc : un cow-boy
- 1957 : Sois belle et tais-toi d'Yves Allégret : un inspecteur
- 1957 : Le rouge est mis de Gilles Grangier : un beloteur au bistrot
- 1957 : Cinq millions comptant d'André Berthomieu : un spectateur de l'émission
- 1957 : Sénéchal le magnifique de Jean Boyer : un spectateur
- 1957 : Comme un cheveu sur la soupe de Maurice Regamey : un plongeur aux cuisines
- 1958 : Ascenseur pour l'échafaud de Louis Malle : un policier au commissariat
- 1958 : Le Désordre et la Nuit de Gilles Grangier : le portier de "L'Œuf"
- 1958 : Les Grandes Familles de Denys de La Patellière : un homme à la bourse
- 1958 : Un drôle de dimanche de Marc Allégret : le bistrot du "Brandy"
- 1958 : Archimède le clochard de Gilles Grangier : un homme du quartier
- 1958 : Asphalte d'Hervé Bromberger : l'inspecteur de police
- 1959 : Maigret et l'Affaire Saint-Fiacre de Jean Delannoy : un inspecteur
- 1959 : 125, rue Montmartre de Gilles Grangier : le mécano
- 1960 : Le Mouton de Pierre Chevalier : un dîneur
- 1960 : L'Affaire d'une nuit d'Henri Verneuil : le livreur
- 1960 : Le Président d'Henri Verneuil : un homme au concert
- 1961 : Le miracle des loups d'André Hunebelle
- 1961 : Le cave se rebiffe de Gilles Grangier : un chauffeur de la police
- 1962 : Le Gentleman d'Epsom ou Les Grands seigneurs de Gilles Grangier : un joueur
- 1962 : L'Œil du monocle de Georges Lautner : un plongeur de Matlov
- 1962 : Le Bateau d'Émile / Le Homard flambé de Denys de La Patellière : Plevedic
- 1962 : Carambolage de Marcel Bluwal : un acheteur de journaux
- 1963 : Maigret voit rouge de Gilles Grangier : un inspecteur
- 1963 : Des pissenlits par la racine de Georges Lautner : un accessoiriste dans l'ascenseur
- 1963 : Les Tontons flingueurs de Georges Lautner : Léon, le marin
- 1963 : Charade de Stanley Donen : un chauffeur de taxi
- 1963 : Les Bonnes Causes de Christian-Jaque
- 1964 : Le Majordome de Jean Delannoy : un homme du commando
- 1964 : Le Monocle rit jaune de Georges Lautner : un homme du colonel
- 1964 : Requiem pour un caïd de Maurice Cloche : l'agent de police
- 1964 : Une souris chez les hommes de Jacques Poitrenaud : un convoyeur
- 1964 : Un monsieur de compagnie de Philippe de Broca : un ouvrier
- 1965 : Les Grandes Gueules de Robert Enrico : un homme de Therraz
- 1965 : La Métamorphose des cloportes de Pierre Granier-Deferre : l'ami d'Alphonse
- 1965 : Cent mille dollars au soleil d'Henri Verneuil
- 1965 : Ne nous fâchons pas de Georges Lautner : Marcel, l'employé de Jeff
- 1966 : Paris au mois d'août de Pierre Granier-Deferre : l'épicier
- 1966 : Avec la peau des autres de Jacques Deray : un tueur d'Ermelov
- 1966 : Brigade anti-gang de Bernard Borderie : l'observateur à Marseille
- 1966 : Le Deuxième Souffle de Jean-Pierre Melville : l'inspecteur à l'hôpital
- 1966 : L'Homme à la Buick de Gilles Grangier : un inspecteur
- 1967 : Le Pacha de Georges Lautner : le chauffeur de M. Brunet
- 1967 : Alexandre le bienheureux de Yves Robert : Malicorne
- 1968 : Faut pas prendre les enfants du bon Dieu pour des canards sauvages de Michel Audiard : le convoyeur
- 1969 : L'Armée des ombres de Jean-Pierre Melville : l'adjudant douanier
- 1970 : Le Cercle rouge de Jean-Pierre Melville : un garde